# Засядьвовк, Артём Игоревич
Артём Игоревич Засядьвовк (укр. Артем Ігорович Засядьвовк; род. 20 мая 1983, Киев) — украинский футболист.

## Карьера
Воспитанник киевского «Динамо». В Украине выступал за фарм-клубы «Динамо» и алчевской «Стали».
С 2003 Засядьвовк перешёл в ярославский «Шинник». За основной состав команды он впервые сыграл только через два года после подписания контракта. Всего в Премьер-Лиге футболист провел 7 матчей. В 2004 году украинец сыграл за ярославцев 4 игры в розыгрыше Кубка Интертото.
После завершения карьеры Артём Засядьвовк стал украинским футбольным агентом.